# Agrios et Orios
Pour les articles homonymes, voir Agrios et Orios.
Dans la mythologie grecque, Agrios et Orios sont les jumeaux conçus par Polyphonte unie à un ours. Ils sont représentés sous les traits de Géants mi-homme mi-ours.
Ils étaient réputés pour leur impiété et leurs sacrilèges (anthropophagie notamment), aussi les dieux décidèrent-ils  de les punir : Hermès les changea en vautours.
Aphrodite, avait ordonné à Polyphonte de tomber amoureuse, celle-ci refusa et alla demander de l'aide à Artémis qui fit d'elle une de ses chasseresses. Aphrodite, pour se venger, lança un sort à la jeune fille qui tomba amoureuse d'un ours. Quand Artémis l'apprit, elle abandonna la pauvre fille qui mit au monde deux monstres mi-ours, mi-hommes : Agrios et Orios.

## Source
- Antoninus Liberalis, Métamorphoses [détail des éditions], XXI.